# Wiatr halny (obraz Stanisława Witkiewicza)
Wiatr halny, Wiatr halny w Tatrach – obraz olejny namalowany przez Stanisława Witkiewicza w roku 1895, pięć lat po przeprowadzce do Zakopanego z powodu gruźlicy. Obraz znajduje się w zbiorach Muzeum Narodowego w Krakowie i jest eksponowany w Galerii Sztuki Polskiej XIX wieku w Sukiennicach.Rok po powstaniu, obraz prezentowany był na monograficznej wystawie artysty w salonie Towarzystwa Zachęty Sztuk Pięknych w Warszawie. Przez wielu znawców sztuki dzieło jest uznawane za najwybitniejsze w dorobku Witkiewicza. Kazimierz Przerwa-Tetmajer nazwał obraz wręcz „najlepszym pejzażem tatrzańskim, jaki dotąd namalowano”. Praca ta uznawana jest za pierwszą w historii polskiego malarstwa próbę przedstawienia na płótnie tytułowego zjawiska meteorologicznego.

## Opis obrazu
Kompozycja tego surowego, zimowego nokturnu składa się z trzech równoległych do dolnej krawędzi pól. Pierwszy plan tworzy zaśnieżona, pusta przestrzeń hali, powyżej wznosi się monumentalny górski łańcuch: Giewont po prawej stronie oraz nieco niższy szczyt Czerwonych Wierchów. Granatowoczarne niebo przesłania warstwa chmur natomiast nad Giewontem niebo jest gwieździste. Blade, księżycowe światło tworzy dramatyczne kontrasty potęgujące wrażenie ruchu – porywów wiatru halnego, który wznosi z równiny kłęby szarawego śniegu. O ogromnej sile wiatru świadczą także dwie czarne sylwetki świerków, umiejscowione nieco z lewej strony osi pionowej obrazu. Dzieło, utrzymane w wąskiej, chłodnej kolorystyce, stanowi przykład chromatycznego naśladowania fotografii. Przeważają kolory czerni, błękitu, fioletu i granatu.